# Krzysztof Lechowicz
Krzysztof Lechowicz, także Brat Wenanty Krzysztof (ur. 4 listopada 1964 w Bielsku-Białej) – kapłan rzymskokatolicki, poeta, członek Związku Literatów Polskich.
Dzieciństwo i młodość spędził w Przeworsku. Tam też uczęszczał do Liceum Ogólnokształcącego im. Władysława Jagiełły w Przeworsku, które ukończył w 1983.
Ukończył Wyższe Seminarium Duchowne w Przemyślu, w 1990 przyjął święcenia kapłańskie. Jako wikariusz pracował w Rudniku nad Sanem, Ostrowcu Świętokrzyskim, Woli Baranowskiej i Osieku. Od 2002 pełni funkcję proboszcza parafii pw. Matki Bożej Bolesnej i św. Andrzeja Apostoła Strzegomiu. Jest kanonikem honorowym Kapituły Kolegiackiej w Ostrowcu Świętokrzyskim.
Ks. Krzysztof Lechowicz od 1998 jest członkiem Związku Literatów Polskich. W 2002 odznaczony przez Ministra Kultury odznaką Zasłużony Działacz Kultury.

## Twórczość
- Tomiki wierszy:
  - Fioletowy wiatr
  - Tęsknota
  - Kocham, bo kocham
  - Przesłuchanie zakochanego
  - Dwie róże
  - Zaczekaj, zawołam miłość
  - Jak marmur, krew, światło
  - Jeszcze tylko mgła
  - Dojrzewanie dębów
  - Dla Ciebie Przyjacielu
  - Nie umiem odejść od brzegu oceanu
  - Wszystko za mało